# Taranucnus
Taranucnus Simon, 1884 è un genere di ragni appartenente alla famiglia Linyphiidae.

## Distribuzione
Le quattro specie oggi note di questo genere sono state reperite nella regione olartica: la specie dall'areale più ampio è la T. setosus rinvenuta in diverse località della regione paleartica.

## Tassonomia
Dal 2009 non sono stati esaminati esemplari di questo genere.
A dicembre 2012, si compone di quattro specie:
- Taranucnus bihari Fage, 1931 — Europa orientale
- Taranucnus nishikii Yaginuma, 1972 — Giappone
- Taranucnus ornithes (Barrows, 1940) — USA
- Taranucnus setosus (O. P.-Cambridge, 1863)[3] — Regione paleartica

### Sinonimi
- Taranucnus durdenae Ivie, 1966; esemplari riconosciuti in sinonimia con T. ornithes (Barrows, 1940), a seguito di un lavoro di van Helsdingen (1973b)[1].